# Поглиблена і всеохопна зона вільної торгівлі

Європейський Союз
Учасники Європейської асоціації вільної торгівлі: Ісландія, Ліхтенштейн, Норвегія, Швейцарія
Країни з ПВЗВТ: Грузія, Молдова, Україна

Поглиблені і всеохопні зони вільної торгівлі (ПВЗВТ; англ. Deep and Comprehensive Free Trade Areas; DCFTA) — це три окремі зони вільної торгівлі, що діють між Європейським Союзом (ЄС) та Грузією, Молдовою і Україною відповідно. Зони вільної торгівлі були створені відповідно до угод про асоціацію між ЄС та цими трьома країнами і є невідʼємними частинами відповідних угод.

## Інформація за країнами
| Країна  | Угода про асоціацію з ЄС | Зона вільної торгівлі (ЗВТ) | Дата підписання угоди              | Тимчасове застосування ЗВТ | Повне застосування ЗВТ |
| ------- | ------------------------ | --------------------------- | ---------------------------------- | -------------------------- | ---------------------- |
| Грузія  | Угода про асоціацію      | зона вільної торгівлі       | 27 червня 2014                     | 1 вересня 2014             | 1 липня 2016           |
| Молдова | Угода про асоціацію      | зона вільної торгівлі       | 27 червня 2014                     | 1 вересня 2014             | 1 липня 2016           |
| Україна | Угода про асоціацію      | зона вільної торгівлі       | 27 червня 2014 (в частині про ЗВТ) | 1 січня 2016               | 1 вересня 2017         |